# Vaginální lubrikace
Vaginální lubrikace je přirozená lubrikace vulvy, která redukuje tření během pohlavního styku. Je znakem sexuálního vzrušení ženy. Na tvorbě lubrikace se podílejí párové Bartholiniho žlázy, které jsou umístěny po levé a pravé straně pod poševním vchodem. Při pohlavním vzrušení zajišťují zvlhčování zejména zevních částí vulvy a sekundárně v relativně omezeném množství vagíny.
Pokud nastane porucha vaginální lubrikace, hovoří se o vaginální suchosti. Pokud je však vaginální suchost cílem sexuální praktiky, hovoří se o suchém sexu.

## Složení
Lubrikační tekutina se skládá z vody, pyridinu, močoviny, skvalenu, kyseliny octové, kyseliny mléčné, komplexu alkoholů a glykolů, ketonů a aldehydů. Tekutina je charakteristicky čirá a podobá se spíš mužské preejakulační tekutině než vlastnímu ejakulátu. Může se lišit hustotou, charakterem, barvou a vůní, v závislosti na sexuálním vzrušení, období menstruačního cyklu, přítomnosti infekce, genetických faktorech a dietě.
Vaginální tekutina je mírně kyselá a v závislosti na některých sexuálně přenosných nemocech se může stát více kyselou. Klasické pH vaginální tekutiny je mezi 3,8 až 4,5, zatímco sperma má pH mezi 7,2 až 8 (neutrální látka má pH 7).

## Změny ve vaginální lubrikaci
Některé léky, včetně volně prodejných antihistaminik, stejně jako různé životní události, jako je těhotenství, laktace, menopauza, stárnutí, či nemoci jako diabetes, přirozenou lubrikaci potlačují. Léky s anticholinergickými nebo sympatolytickými účinky mohou sliznici vagíny vysušovat. Stejně tak léky včetně mnoha léků proti alergiím či kardiovaskulárním a psychiatrickým lékům.

## Role při přenosu nemocí
Vaginální tekutiny ženy, která je nakažena virem HIV nebo jinou sexuálně přenosnou nemocí, mohou danou nemoc přenášet, i když nedojde k přímému pohlavnímu styku.

## Umělá lubrikace
Pokud nedochází k přirozené lubrikaci či je její funkce nedostatečná, může být pohlavní styk velmi nepohodlný a bolestivý. Tyto nepříjemnosti může omezit lubrikační gel, aplikovaný na penis a poševní vchod.
Lubrikanty na olejové bázi mohou narušovat latex a snižovat tak efektivitu kondomů nebo latexových rukavic, a tím pádem snižovat účinnost tohoto druhu antikoncepce a ochrany před pohlavně přenosnými nemocemi. Z toho důvodu jsou doporučovány lubrikanty na vodní nebo silikonové bázi.